# Anne Brasz-Later
Anne Brasz-Later (ur. 16 lipca 1906 w Goes, zm. 2 września 2020 w Utrechcie) – holenderska superstulatka, najstarsza żyjąca osoba w Holandii, 3. najstarsza osoba w historii Holandii tuż za Geertje Kuijntjes i Hendrikje van Andel-Schipper. W dniu 14 stycznia 2019 roku została zweryfikowana przez Gerontology Research Group.

## Życiorys
Anne Brasz-Later urodziła się w mieście Goes w Holandii. Niedługo potem przeprowadziła się do holenderskich Indii Wschodnich i mieszkała tam przez 40 lat. W 1949 roku wróciła do Holandii. Ostatnie lata swojego życia Brasz-Later spędziła w domu opieki w Utrechcie. Opiekowała się nią córka, która przybyła ze Stanów Zjednoczonych.
Po śmierci Geertje Kuijntjes w dniu 24 grudnia 2019 roku, w wieku 113 lat i 162 dni stała się najstarszą żyjącą osobą w Holandii.